# Tour of Norway 2015
Tour of Norway 2015 var den femte udgave af cykelløbet Tour of Norway. Løbet var klassificeret som 2.HC, og blev arrangeret fra 20. til 24. maj 2015.

## Etaperne
| Etape    | Dato    | Start – Mål                         | type              | Afstand (km) | Etapevinder        | Førende rytter     |
| -------- | ------- | ----------------------------------- | ----------------- | ------------ | ------------------ | ------------------ |
| 1. etape | 20. maj | Årnes – Sarpsborg                   | kuperet etape     | 182,6        | Alexander Kristoff | Alexander Kristoff |
| 2. etape | 21. maj | Drammen – Langesund                 | kuperet etape     | 193          | Alexander Kristoff | Alexander Kristoff |
| 3. etape | 22. maj | Skien – Rjukan                      | middel bjergetape | 181,3        | Jesper Hansen      | Jesper Hansen      |
| 4. etape | 23. maj | Rjukan – Geilo                      | middel bjergetape | 168,3        | Amets Txurruka     | Jesper Hansen      |
| 5. etape | 24. maj | Flå – Hønefoss flyveplads, Eggemoen | kuperet etape     | 174          | Andreas Vangstad   | Jesper Hansen      |

## Trøjernes fordeling gennem løbet
| Etape  | · Etapevinder      | · Førertrøjen            | · Pointtrøjen            | · Bjergtrøjen               | · Ungdomstrøjen            | · Holdkonkurrencen      |
| ------ | ------------------ | ------------------------ | ------------------------ | --------------------------- | -------------------------- | ----------------------- |
| 1      | Alexander Kristoff | Alexander Kristoff (KAT) | Alexander Kristoff (KAT) | Oscar Landa (COH)           | Caleb Ewan (OGE)           | Team Sky                |
| 2      | Alexander Kristoff | Alexander Kristoff (KAT) | Alexander Kristoff (KAT) | Vegard Robinson Bugge (TSS) | Caleb Ewan (OGE)           | Team Sky                |
| 3      | Jesper Hansen      | Jesper Hansen (TTS)      | Alexander Kristoff (KAT) | Vegard Robinson Bugge (TSS) | Anders Skaarseth (TJO)     | CULT Energy Pro Cycling |
| 4      | Amets Txurruka     | Jesper Hansen (TTS)      | Alexander Kristoff (KAT) | Vegard Robinson Bugge (TSS) | Odd Christian Eiking (TJO) | CULT Energy Pro Cycling |
| 5      | Andreas Vangstad   | Jesper Hansen (TTS)      | Alexander Kristoff (KAT) | Vegard Robinson Bugge (TSS) | Odd Christian Eiking (TJO) | CULT Energy Pro Cycling |
| Samlet | Samlet             | Jesper Hansen (TTS)      | Alexander Kristoff (KAT) | Vegard Robinson Bugge (TSS) | Odd Christian Eiking (TJO) | CULT Energy Pro Cycling |

## Hold
| World Tour-hold                                                                             | Professionelle kontinentalhold | Kontinentalhold |
| ------------------------------------------------------------------------------------------- | --- | --- |
| - Katjusja - Lotto Soudal - Orica-GreenEDGE - Team Sky - Tinkoff-Saxo - Trek Factory Racing | - Caja Rural-Seguros RGA - CCC Sprandi Polkowice - CULT Energy Pro Cycling - MTN-Qhubeka - Novo Nordisk - Roompot Oranje Peloton - Topsport Vlaanderen-Baloise - Wanty-Groupe Gobert | - Team Coop-Øster Hus - Team FixIT.no - Team Joker - Team Ringeriks-Kraft - Riwal Platform Cycling Team - Team Sparebanken Sør - Team Tre Berg-Bianchi |